# Stalky & Co.
Stalky & Co. es una novela de Rudyard Kipling sobre adolescentes en un internado británico . Es una colección de historias escolares cuyos protagonistas muestran una visión cínica y sabelotodo del patriotismo y la autoridad. Se publicó por primera vez en 1899 (tras publicarse por entregas en la revista Windsor ). Está ambientado en una escuela apodada "el Colegio" o "el Coll", inspirada en el United Services College al que Kipling asistió cuando era niño. El personaje Beetle, del trío protagonista, se basa en parte en el propio Kipling, mientras que el carismático Stalky se basa en Lionel Dunsterville, M'Turk se basa en George Charles Beresford, Mr King se basa en William Carr Crofts, y el director de la escuela, el Sr. Bates, se basa en Cormell Price.
Las historias tienen elementos de venganza, macabros, acoso y violencia, y algunas cuestiones sobre sexo, lo que las aleja de ser infantiles o idealizadas. Por ejemplo, Beetle se burla de un libro para niños anterior y más serio, Eric, o Little by Little, haciendo alarde de su perspectiva más mundana. El capítulo final relata los acontecimientos en la vida de los protagonistas cuando, como adultos, pertenecen al ejército inglés en la India. Se da a entender que las travesuras de los niños en la escuela fueron un entrenamiento espléndido para su papel como instrumentos del Imperio Británico.
Teddy Roosevelt desdeñó la novela, calificándola de "una historia que nunca debería haber sido escrita, porque apenas hay una sola forma de mezquindad que no parezca ensalzar, ni una mala gestión escolar que no parece aplaudir".

### Materiales raros y desaparecidos
La experta en Kipling, Flora Virginia Milner Livingston, de la Biblioteca Houghton, Universidad de Harvard, escribió en una bibliografía de Kipling de 1972:
El número 1 de la serie Stalky & Co. en la revista Windsor se titulaba "Stalky" y apareció en el número "Diciembre de 1898" de esa revista. No se incluyó en el libro ni se ha reproducido nunca.
Sin embargo, como afirma la Sociedad Kipling, de hecho se recopiló en 1923, como uno de los Cuentos de tierra y mar para exploradores y guías .
Una versión ampliada de "Stalky & Co." llamada "The Complete Stalky and Co." fue publicada por Doubleday and Company (Nueva York) en 1946. Contiene todas las historias de 1899 más cinco más. Aparecen en el siguiente orden:
- "Stalky" (publicada originalmente en 1898)
- "En emboscada" (1898)
- Esclavos de la lámpara (Parte I) (1897)
- Un interludio desagradable (1899)
- Los impresionistas (1899)
- Los reformadores morales (1899)
- Los idólatras unidos (1924)
- Regulus (1917)
- Un poco de preparación. (1899)
- La bandera de su país (1899)
- La propagación del conocimiento (1926)
- La satisfacción de un caballero (1929)
- El último término (1899)
- Esclavos de la lámpara (Parte II) (1899)

## Caracteres

### Chicos
- "Stalky" (nombre real: Arthur Lionel Corkran[9] ): Sabe que está destinado a Sandhurst, por eso no le importan muchas asignaturas académicas. Stalky luego resulta ser brillante en la batalla.
- Reginald (o Reggie) "Escarabajo"
- William "Turkey" M'Turk (pronunciado McTurk; proviene de una finca en Irlanda)

### Personal
- Sr. Bates - el director
- Prout: un maestro a cargo de la casa de Stalky
- Mr. King - un maestro de casa que a veces molesta a los chicos; "generalmente se considera que se basa en WC Crofts" [10]
- Sr. Hartopp - un maestro de casa, presidente de la Sociedad de Historia Natural; un joven ingenuo, le agradan Stalky y sus amigos
- Foxy - un "sutil sargento escolar pelirrojo"